# Susana Solano
Susana Solano Rodríguez (Barcelona, 25 juli 1946) is een Spaanse beeldhouwster.

## Leven en werk
Solano studeerde van 1974 tot 1980 aan de Real Accademia Catalana de Bellas Artes de San Jorge in Barcelona. In 1980 had zij haar eerste solo-expositie bij de Fundació Joan Miró in Barcelona. Van 1981 tot 1987 doceerde zij aan de kunstacademie.
De eerste werken van Solano waren nog sterk beïnvloed door het werk van de beeldhouwer Constantin Brâncuşi, vanaf het midden der tachtiger jaren ging zij minimalistischer werken.
In 1987 nam zij deel aan documenta 8 in Kassel, Skulptur.Projekte in Münster en de Biënnale van São Paulo in de Braziliaanse stad São Paulo. In 1988 vertegenwoordigde zij met Jorge Oteiza Spanje bij de Biënnale van Venetië in Venetië en ontving zij de in 1980 ingestelde Premio Nacional de Artes Plásticas de España. In 1992 werd zij uitgenodigd voor documenta IX in Kassel en in 1993 wederom voor de Biënnale van Venetië. In 2005 kreeg Solano de Arco Award voor beste Spaanse kunstenaar tijdens de Salon International d'Art Contemporain (ARCO '05) in Madrid.
Het werk van de kunstenares wordt tentoongesteld in vele musea en beeldenparken in Europa, de Verenigde Staten en Japan.

## Werken (selectie)
- 1983 : Colinas huecas
- 1984 : Anna, beeldenpark Museo de Escultura de Leganés, Madrid
- 1985 : Laberint No. 1, Bonnefantenmuseum in Maastricht
- 1987 : Intervención en Münster (Skulptur.Projekte) in Münster
- 1987 : Iron Bird, Fundación Caixa Galicia
- 1987 : Impluvium, MNCARS, Madrid
- 1990 : Acotacion (1990), Beeldenpark Villa Celle (Italië)
- 1991 : Ghardaia III
- 1992 : El poder de la palabra - Dime, Dime, querido, Barcelona
- 1995/96 : Adjustment to the vacuum, beeldenpark Österreichischer Skulpturenpark
- 2003 : Encens i Mirra[1], beeldenpark Fundación NMAC in Vejer de la Frontera (Cádiz)

## Musea en beeldenparken (selectie)
- Museo Nacional Centro de Arte Reina Sofía (MNCARS), Madrid.
- ARTIUM, Vitoria-Gasteiz
- Museo de Escultura de Leganés, Madrid
- Institut Valencià d'Art Modern (IVAM), Valencia
- Museu d'Art Contemporani de Barcelona (MACBA), Barcelona
- Museum of Modern Art, New York
- Museum Moderner Kunst Stiftung Ludwig Wien (MUMOK), Wenen
- Österreichischer Skulpturenpark, Unterpremstätten
- Guggenheim Museum, Bilbao
- Stedelijk Museum, Amsterdam
- Bonnefantenmuseum, Maastricht
- Carnegie Museum of Art, Pittsburgh.
- Fundación "la Caixa", Barcelona.
- Fundación Caixa Galicia, La Coruña.
- Fundación NMAC, Cádiz

## Fotogalerij

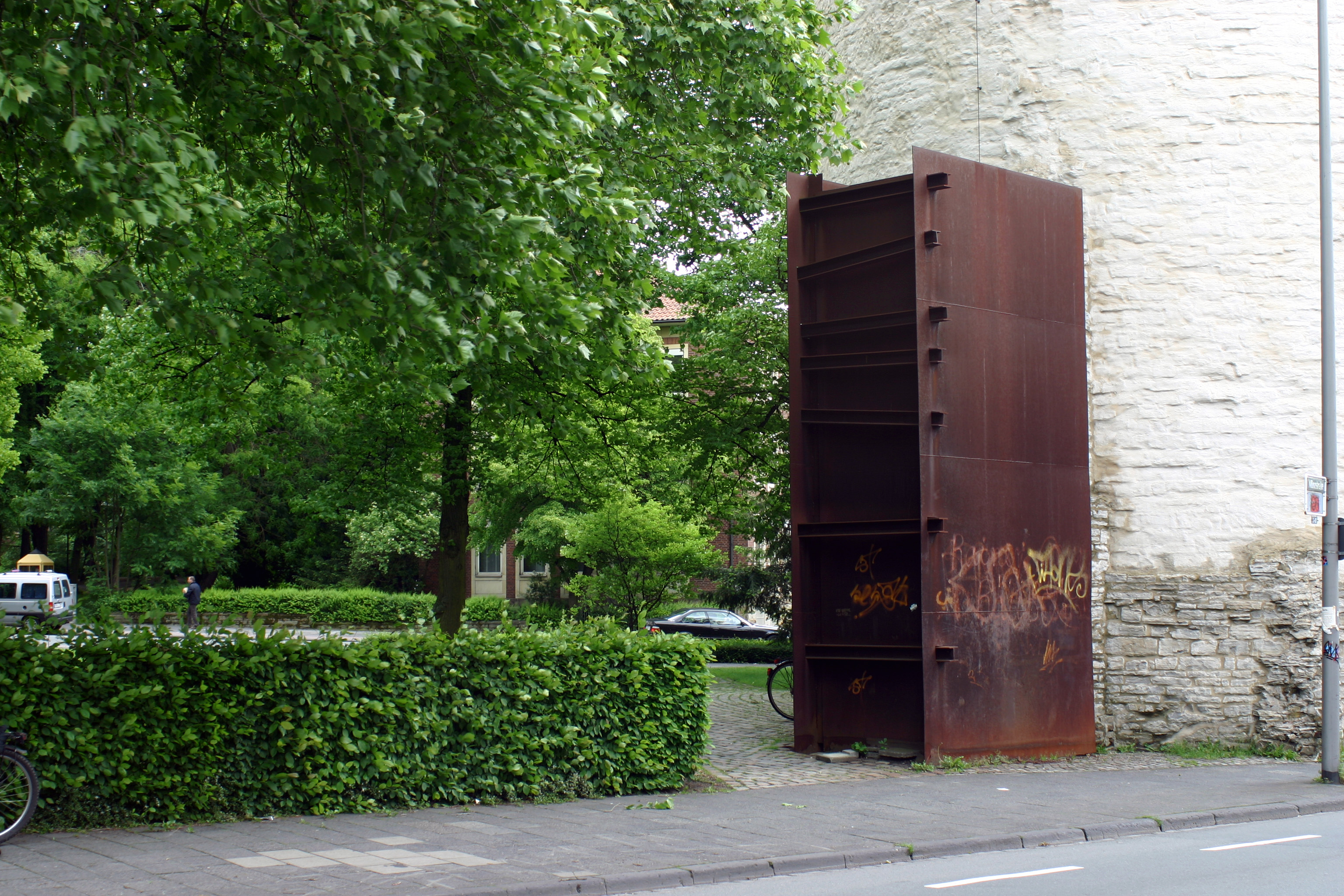
Intervención en Münster (1987)
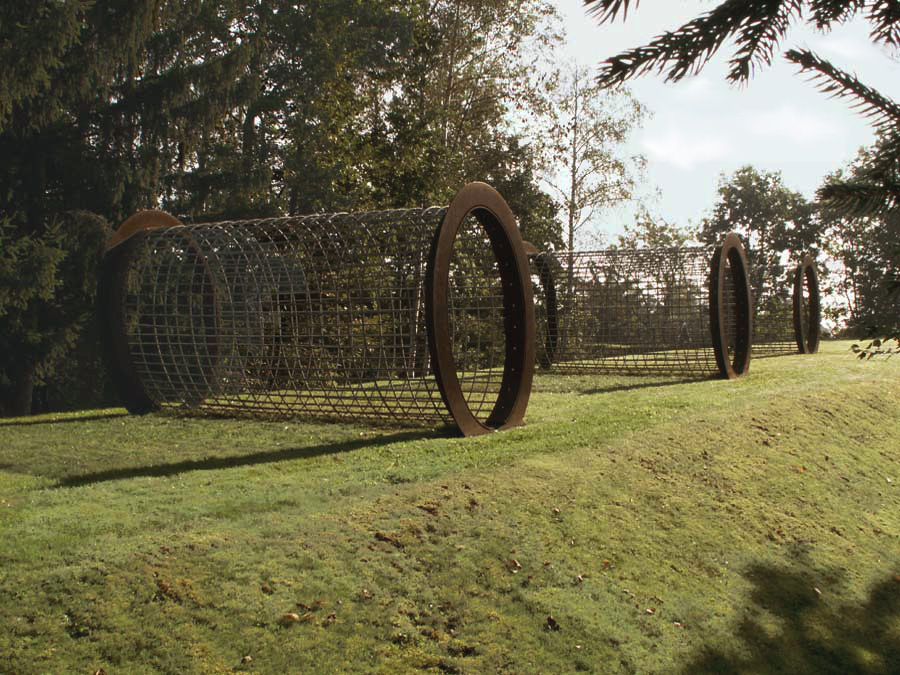
Adjustment to the vacuum (1995/96)